# 滇素馨
滇素馨（学名：Jasminum subhumile）为木犀科素馨属的植物。分布在尼泊尔、缅甸、印度以及中国大陆的云南、四川等地，生长于海拔700米至3,300米的地区，多生长在溪边或林中，目前尚未由人工引种栽培。

## 别名
光素馨、粉毛素馨（植物分类学报）

## 异名
- Jasminum diversifolium Kobuski var. tomentosum Chia
- Jasminum subhumile W. W. Smith var. glabricymosum (W. W. Smith) P. Y. Bai